# Gymnopus moseri
Gymnopus moseri är en svampart som tillhör divisionen basidiesvampar, och som beskrevs av Vladimír Antonín och Machiel Evert ("Chiel") Noordeloos. Gymnopus moseri ingår i släktet Gymnopus, och familjen Omphalotaceae. Arten är reproducerande i Sverige.